# Vallabhbhai Patel
Vallabhbhai Jhaverbhai Patel, född 31 oktober 1875 i Bombay, död 15 december 1950 i Bombay, var en indisk advokat och politiker. Han var en av ledarna för det indiska kongresspartiet och en av grundarna av republiken Indien.

## Biografi
Patels födelsedatum blev aldrig officiellt registrerat. Den 31 oktober är angivet som hans födelsedatum på hans studentexamensbevis.
Patel studerade i skolor i Nadiad, Petlad och Borsad och levde i självhushåll tillsammans med andra pojkar. Han tog sin studentexamen vid 22 års ålder, då han allmänt betraktades av äldre som en oambitiös man avsedd för ett vanligt jobb.[källa behövs] Själv planerade han att bli advokat och arbetade därför samtidigt och sparade pengar. Sedan reste till England och studerade för att bli advokat. Han tillbringade åren borta från sin familj, studerade på egen hand med böcker lånade från andra jurister och klarade av sin examination inom två år.
Patel anställdes i en advokatfirma, som advokat. Han började organisera bönder från Kheda, Borsad och Bardoli i Gujarat i ickevåldsaktioner av civil olydnad mot den förtryckande politik som införts av de brittiska kolonisatörerna. I denna roll blev han en av de mest inflytelserika ledarna i Gujarat. Han avancerade till ledningen av indiska kongresspartiet och stod i spetsen för uppror och politiska aktioner, organiserade partiet för valen 1934 och 1937, och stödde den tysta indiska folkrörelsen.
Som första inrikesminister och vice premiärminister i Indien organiserade Patel frihet för flyktingar i Punjab och Delhi, och ledde arbetet med att återställa freden i hela nationen. Han tog hand om uppgiften att skapa ett enat Indien från brittiska koloniala provinser som tilldelats Indien och mer än femhundra självstyrande furstestater, frigjorda från brittisk överhöghet genom det indiska självständighetsfördraget 1947. Med användande av frank diplomati och militära maktmedel, övertygade Patels ledarskap nästan alla furstestaterna. Ofta kallad "Iron Man of India" eller "Bismarck of India ", är han också ihågkommen som "skyddshelgon" av Indiens tjänstemän och för att ha etablerat moderna samhällstjänster.
Ett årligt minne av Patel, känt som Rashtriya Ekta Diwas (Nationella förenandedagen), infördes av regeringen i Indien 2014 och ska hållas årligen på hans födelsedag den 31 oktober.